# Тинеманн, Иоганнес
Иоганнес (Иоханнес) Ти́неманн (нем. Johannes Thienemann; 1863—1938) — немецкий богослов и орнитолог. Известен как основатель первой в мире Росситтенской орнитологической станции.

## Биография
Родился 12 ноября 1863 года в Ганглофзёммерне, Тюрингия. Был сыном пастора Августа Вильгельма Тинемана. Его дед — Георг Август Тинеман — тоже был пастором. И отец, и дед увлекались орнитологией.
Иоганнес учился в школах Зондерсхаузена и Цайца. После окончания школьного обучения, с 1885 года, изучал богословие в Лейпциге и Галле, что соответствовало семейной традиции. Сдав государственный богословский экзамен в Магдебурге в 1894 году, занимался преподавательской деятельностью в школе. В 1895 году возглавил частную школу в Остервике.
Будучи в 1896 году в отпуске на Куршской косе, отдыхал в местечке Росситтен, где обратил внимание на миграцию перелётных птиц. С 1899 года Тинеманн был частным репетитором в семье Хоффманов и жил в их доме. Здесь познакомился со своей будущей женой — Хедвиг Хоффманн (Hedwig Hoffmann, 1876—1960), которая была дочерью Адольфа Хоффмана из Мемеля (ныне Клайпеда).
По предложению и поддержке немецкого зоолога и защитника птиц — Георга Рёрига, который посетил Росситтен в 1899 году, Иоганнес Тинеманн создал здесь первую в мире орнитологическую станцию. Официальное её открытие состоялось 1 января 1901 года, бессменным её директором до конца жизни был Иоганнес Тинеманн. Эта станция стала всемирно известным благодаря его обширным публикациям и отчетам. С 1901 года Тинеманн изучал зоологию в Кёнигсберге, получив степень доктора философии (PhD). В 1910 году он стал доцентом Кёнигсбергского университета.
Умер 12 апреля 1938 года в Росситтене, Восточная Пруссия (ныне посёлок Рыбачий Калининградской области). Постановлением Правительства Калининградской области от 23 марта 2007 года № 132 могила Иоганнеса Тинеманна в Рыбачьем получила статус объекта культурного наследия регионального значения.
Его сын — Ханс-Георг Тинеманн (Hans-Georg Thienemann, 1909—1965) был последним директором Кёнигсбергского зоопарка до занятия города советскими войсками (ныне Калининградский зоопарк). С 1946 по 1965 год работал директором Дуйсбургского зоопарка.

## Заслуги
- Удостоен медали Гёте.

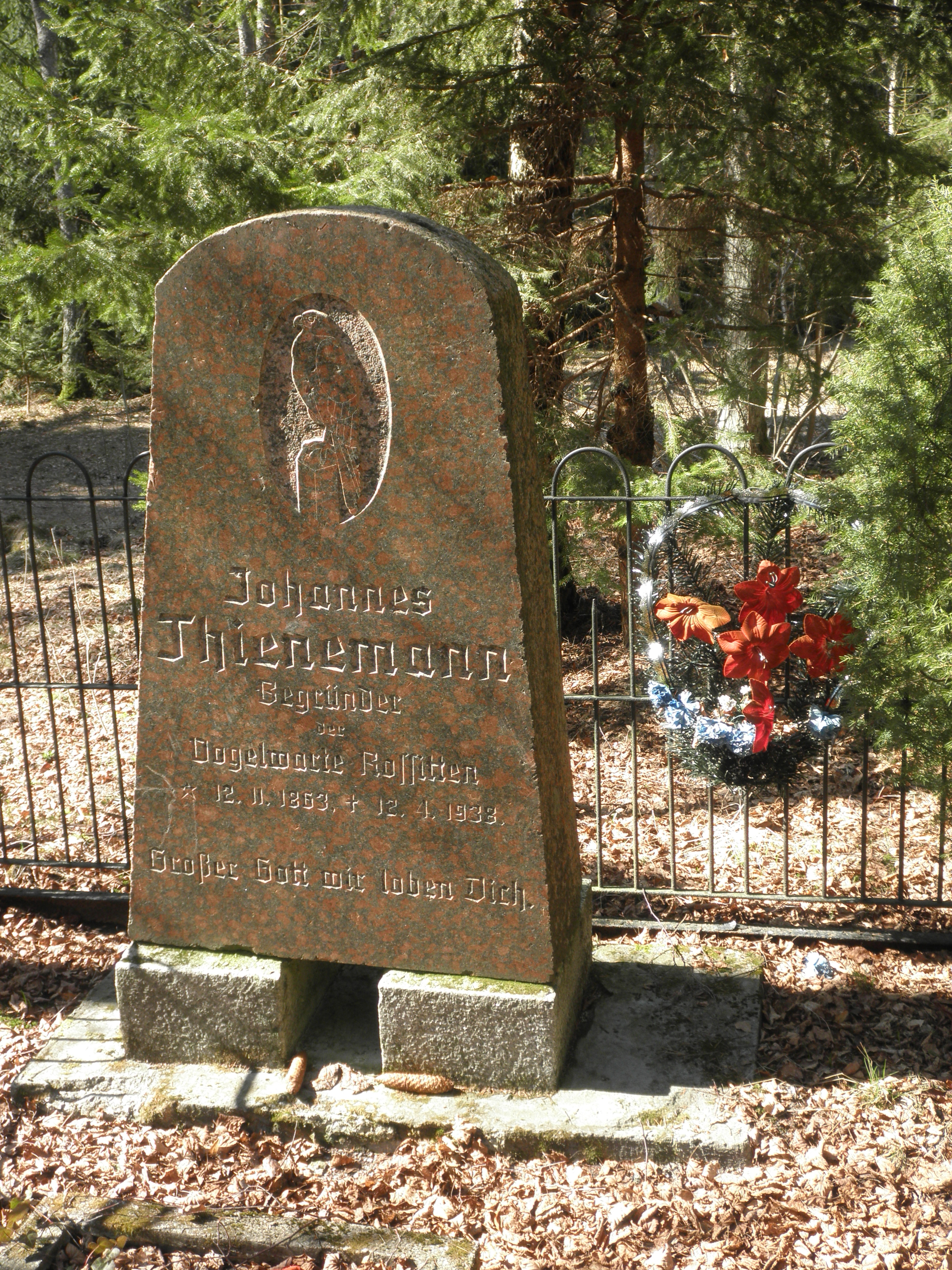
Восстановленное надгробие Иоганнеса Тинеманна в Рыбачьем

- Почетный член Немецкого орнитологического общества.
- Действительный член Американского орнитологического общества.
- В посёлке Рыбачьем на доме, где жил Иоганнес Тинеманн, нынешними обитателями дома в частном порядке установлена памятная доска.